# Pétur Ormslev
Pétur Úlfar Ormslev (ur. 28 lipca 1958) – islandzki piłkarz występujący na pozycji pomocnika oraz trener.

## Kariera klubowa
Ormslev karierę rozpoczynał w 1975 roku w barwach Framu, z którym dwukrotnie zdobył Puchar Islandii (1979, 1980), a także czterokrotnie wywalczył wicemistrzostwo Islandii (1975, 1976, 1980, 1981). W 1981 roku odszedł do niemieckiej Fortuny Düsseldorf. W Bundeslidze zadebiutował 27 kwietnia 1982 w zremisowanym 2:2 meczu z 1. FC Nürnberg, a 6 maja 1983 w wygranym 5:0 pojedynku z Eintrachtem Brunszwik strzelił swojego pierwszego gola w Bundeslidze. Przez trzy lata w barwach Fortuny Ormslev rozegrał 28 spotkań i zdobył 2 bramki.
W 1985 roku wrócił do Framu i występował tam do końca kariery w 1993 roku. W tym czasie zdobył z zespołem trzy mistrzostwa Islandii (1986, 1988, 1990), trzy Puchary Islandii (1985, 1987, 1989) oraz trzy Superpuchary Islandii (1985, 1986, 1989). W sezonie 1987 został królem strzelców 1. deild. Został też uznany Islandzkim Piłkarzem Roku (1987).

## Kariera reprezentacyjna
W reprezentacji Islandii Ormslev zadebiutował 26 maja 1979 w przegranym 1:3 towarzyskim meczu z RFN. 23 czerwca 1981 w zremisowanym 1:1 pojedynku eliminacji Mistrzostw Świata 1982 z Czechosłowacją strzelił pierwszego gola w kadrze. W latach 1979–1991 w drużynie narodowej rozegrał łącznie 41 spotkań i zdobył 5 bramek.